# マールテン・パエス
マールテン・ヴィンセント・パエス（Maarten Vincent Paes、1998年5月14日 - ）は、オランダ・ナイメーヘン出身のサッカー選手。FCダラス所属。ポジションはGK。インドネシア代表。

## クラブ経歴
2012年にNECナイメヘンも下部組織に加入し、2017-18シーズンに正式にトップチームに昇格した。
2018年4月4日、FCユトレヒトと3年契約を交わした。8月19日に行われたエールディヴィジのPECズヴォレ戦でデビューしたが、この2018-19シーズンは出場機会に恵まれなかった。翌2019-20シーズンからはレギュラーの座に定着し、開幕から第18節まで先発フル出場した。この結果を高く評価したクラブ首脳陣は12月13日に、パエスとの契約を2023年まで延長した。年が明けた1月、トレーニング中に肩を負傷した。検査の結果、2019-20シーズンでの復帰は絶望的と診断され、長期離脱を余儀なくされた。また、GKの代役としてユトレヒトはPSVアイントホーフェンからイェルーン・ズートをレンタルで獲得している。
2022年1月20日、FCダラスに期限付き移籍。6月24日に完全移籍となった。

## 代表経歴
U-19オランダ代表としてUEFA U-19欧州選手権2016とUEFA U-19欧州選手権2017に参加した。
2024年9月、インドネシア代表に招集され、9月5日の2026 FIFAワールドカップ予選サウジアラビア代表戦でインドネシア代表として初出場。